# 2019년 미국 국가비상사태 선포

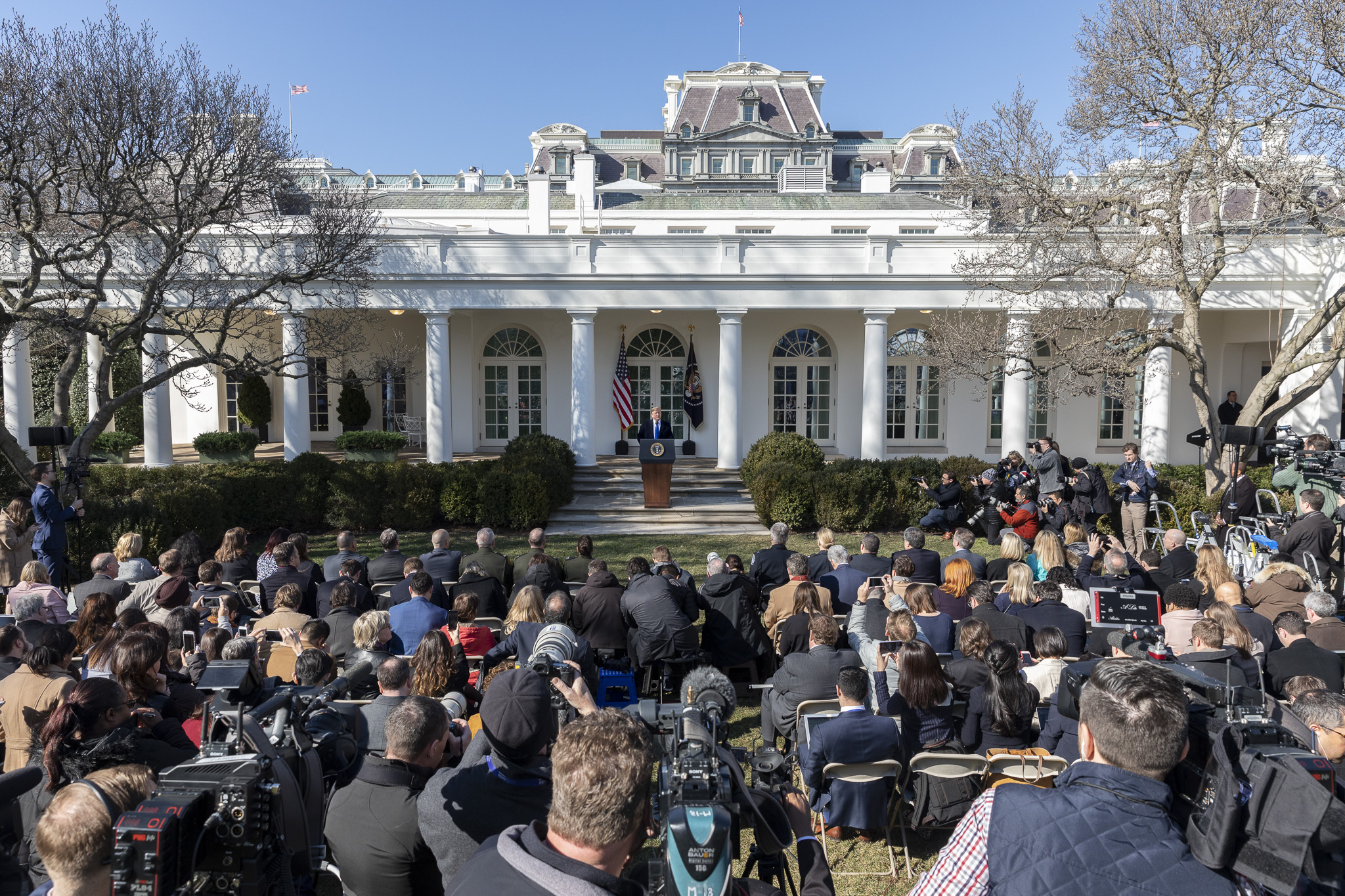
2019년 2월 15일 백악관 로즈가든에서 열린 기자회견에서 국가비상사태를 선포하는 도널드 트럼프 대통령

2019년 미국 국가비상사태 선포(National Emergency Concerning the Southern Border of the United States)는 미국 대통령 도널드 트럼프가 미국-멕시코 국경 문제와 관련해, 미국 국가비상사태법(National Emergencies Act)에 의거하여, 2019년 2월 15일 미국에 선포한 국가비상사태이다. 발표가 있은 후, 트럼프는 그 주말에 비행기를 타고 골프장으로 향했다.
도널드 트럼프는 2월 15일 백악관 로즈가든에서 열린 기자회견에서, 멕시코 국경 지역에서 벌어지는 마약, 폭력조직, 인신매매 등은 미국에 대한 침략이라고 규정하며, 국경에 장벽을 건설하기 위해 대통령 권한에 의한 국가비상사태를 선포하였다. 이에 대해 장벽 건설 지역의 재산권 관련 소송과 비상사태 효력정지 가처분 신청 등이 제기되어, 해당 조치의 적법성에 대한 논란이 발생하였다.